# 虬江街道
虬江街道是中国福建省三明市沙县区下辖的一个街道。

## 历史沿革
2003年，沙县撤销凤岗镇、虬江乡和琅口镇，设立凤岗街道、虬江街道。

## 行政区划
虬江街道共辖5个居委会、19个行政村，分别是：
城南社区、翠绿社区、生态新城社区、罗布社区、金古社区、金泉村、墩头村、洋坊村、长红村、官南村、水南村、柱源村、琅口村、茅坪村、镇头村、山峰村、安坪村、后底村、茶丰峡村、麦元村、曹元村、田口村、肖墩村和田坑村。